# Ziemia Księżniczki Elżbiety

Ziemia Księżniczki Elżbiety na mapie Australijskiego Terytorium Antarktycznego

Ziemia Księżniczki Elżbiety – region Antarktydy Wschodniej pomiędzy Ziemią Mac Robertsona a Ziemią Wilhelma II.
Do Ziemi Księżniczki Elżbiety należą dwa obszary wybrzeża, Wybrzeże Leopolda i Astrid oraz Wybrzeże Ingrid Christensen. Ziemia ta została odkryta i nazwana przez Douglasa Mawsona z drugiej brytyjsko-australijsko-nowozelandzkiej ekspedycji BANZARE. Nazwa upamiętnia księżniczkę Elżbietę, późniejszą królową Wielkiej Brytanii. Na Ziemi Księżniczki Elżbiety leży oaza Vestfold, obszar wybrzeża wolny od lodu, w której usytuowana została australijska stacja polarna Davis i oaza Larsemann Hills mieszcząca kilka stacji, m.in. rosyjską stację Progress.